# Дом Хундертвасер
Домът Хундертвасер (на немски: Hundertwasserhaus Wien) е жилищна кооперация във Виена, (Австрия), по проект на ексцентричния и провокативен австрийски художник и архитект Фриденсрайх Хундертвасер. Въпреки противоречивото отношение на виенчани към комплекса, той се превръща в един от най-посещаваните туристически обекти на града.
Кооперацията е собственост на общината на град Виена и е строена между 1983 г. и 1985 г. без предварителни планове и чертежи от архитектите проф. Йозеф Кравина и Петер Пеликан. Общата площ на комплекса е 3556 m². Разполага с 50 отделни апартамента с жилищна площ от 36 до 150 m², 5 магазина, лекарски кабинет и 37 гаража. Има и 19 тераси с обща площ 1000 m², зимна градина от 90 m² както и две детски площадки, на обща стойност от 26,6 милиона евро.
Асиметричните очертания върху фасадата, керамичните плочки и грапави стени са основен елемент на декорацията. Подовете са непрактични, вълнообразни и покрити с разноцветни камъчета. Покривът е застлан с 900 тона пръст и трева, а големи клони на буйно растящите вътре дърветата излизат от стаите, растителността е в прекомерно изобилие. Сградата няма два еднакви прозореца а тяхното почистване се осъществява с помощта на подемници единствено през нощта при спряно улично движение.
Хундертвасер не взема никакви пари за дизайна на комплекса, казвайки, че е достатъчно да предотврати израстването на нещо грозно на това място и защитава отхвърления от кмета на Виена проект за сграда с мъжки стриптийз пред същия. „Повечето хора казват, че къщите се състоят от стени. Аз твърдя, че най-важни са прозорците, защото точно те дават лице на сградата“, заявява популяризатора на кривата линия Хундертвасер.
Малък оазис сред каменните сгради, за двадесет години от откриването си къщата се превръща в туристически магнит и една от неговите основни забележителности. Посетена е от повече от милион гости на града.